# 9251 Harch
9251 Harch è un asteroide della fascia principale. Scoperto nel 1960, presenta un'orbita caratterizzata da un semiasse maggiore pari a 3,1021705 UA e da un'eccentricità di 0,1825515, inclinata di 2,59661° rispetto all'eclittica.